# Carnot (République centrafricaine)
Pour les articles homonymes, voir Carnot.
Carnot est une ville de République centrafricaine, chef-lieu de la préfecture de la Mambéré. La commune urbaine et rurale de Carnot est constituée des quartiers en zone urbaine et s'étend à plus de soixante villages en zone rurale.

## Géographie
La ville est située à 422 km à l'ouest de Bangui, sur la rive gauche de la rivière Mambéré. Elle constitue la troisième plus grande ville du pays par sa population.
| Nadziboro    | Zotoua-Bangarem | Yoro-Samba Bougoulou |
| Haute-Boumbé | Carnot          | Topia                |
| Ouakanga     | Haute-Batouri   | Senkpa-Mbaéré        |

### Quartiers
La ville de Carnot est constituée de trente quartiers tels que répertoriés en 2003. Ces quartiers sont les suivants : Boyngombe, Camp Fonctionnaires, Charpente 1, Charpente 2, Charpente 3, Donoum 1, Donoum 2, Kpongom, Kpongom 1, Kpongom 2, Kpongom 3, Kpongom 4, Kpongom 5, Kpongom Gbagaza, Kpongom-Yagbaze, Malam Pacco, Mbonet 2, Mbonet 3, Mbonet 4, Mbonet 5, Mbonet 6, Ngueregai 1, Ngueregai 2, Rosine 1, Rosine 2, Yaporo 1, Yaporo 2, Zawa 1, Zawa 2 et Zayanga.

### Villages
La commune se compose de plusieurs localités principales, parmi lesquelles figurent Bouli, Dinga, Irma-Baro, Mbaka 1, Gboko-Boutane, Zegbé, Mbelou et Oukpé. En ce qui concerne la zone rurale, elle recense, d'après les données de 2003, un total de soixante et un villages. Ces villages incluent Babasso, Bangbata, Barka Bengala, Beyele, Bofidoua, Boui-Kombo, ainsi que plusieurs divisions de Bouli (1, 2, 3, 4, 5), Boumadole, Bouze, Callot, et les deux camps Koko (1 et 2). On y trouve également Degbe Ziama, Degbe-Maina, Dinga, Djembe, Dobele, Fouka, Gamba, Ganli, Gbakissa, Gbeneguira, Gboko-Boutane, Guembe, Irma-Baro, Issa, Kagnan, Kakama-Kpe, Kouisso, Koumbe, Kpebe, Kpetemo, Kpoukouri Tangari, ainsi que Lignango. Les autres localités comprennent Mbaka 1, Mbaka 2, Mbelou (1 et 3), Mbelou 2, Mboura, Ndangolo, et les deux subdivisions de Ngandja (1 et 2). Les villages supplémentaires incluent Ngou-Gbara, Nzambe, Nzeli, Nzembe (1 et 2), ainsi que Sama (1 à 4), Samba Kouanguene, Sangouma, Service, Soukpe, Wapia, Wayombo, Yabila, Zaningbede, Zaoro Yanga Bobo, Zazou, et Zegbé.

## Histoire

### Période coloniale
En 1880, Malem Pacco Ibrahim voit le jour à Mambéré, aujourd'hui dénommée Carnot. Un quartier de la ville porte encore son nom en hommage à cette figure importante.
Entre 1891 et 1892, la région est visitée par Brazza, qui traverse Nola, Berbérati et Carnot. En 1894, François Joseph Clozel établit un poste militaire français près du village de Tendira. Ce poste est ultérieurement renommé Carnot en l'honneur de Sadi Carnot, président français assassiné cette même année. En 1902, Carnot devient le siège de la 5e compagnie du 1er Régiment de Tirailleurs Sénégalais. À la suite de l'accord franco-allemand du 4 novembre 1911, la localité est annexée par le Kamerun allemand, intégrant ainsi la région à Neukamerun.
En 1912, Carnot se trouve sous occupation allemande, situation qui perdure jusqu'en 1914. À la suite de la Première Guerre mondiale et du départ des forces allemandes, la France reprend possession de la localité. Par arrêté du 12 décembre 1920, Carnot devient le chef-lieu d'une subdivision de la Haute-Sangha dans la Colonie du Moyen-Congo, puis le centre administratif de la circonscription de Mambéré-Lobaye.
En 1923, monsieur Ajax arrive à Carnot pour développer la traite du caoutchouc. L'année 1925 marque l'arrivée de la première voiture ainsi que le début de la construction de la route Carnot-Lobaye-Berbérati. Deux ans plus tard, le bac de la Mambéré est mis en service, et divers développements administratifs et communautaires sont réalisés, notamment la création de districts et la nomination de chefs de terre. En 1927, la circonscription est transférée de Carnot à Berberati, et en 1928, la localité est marquée par une attaque contre le poste de Bayanga-Didi et la mort du grand sorcier Karino. De 1928 à 1930, une révolte, connue sous le nom de révolte de baya, secoue la région.
La visite du gouverneur Antonneti en 1929 et la construction de la route Carnot-Bozoua illustrent les efforts de développement continus. En 1930, le chef de Gadzi est remplacé par son fils Tékélé, et en 1931, le premier pygmée arrive à Carnot. L'année 1932 voit le remplacement du chef Aoudou par Malem-Pacco Ibrahim, qui sera nommé en 1933. En 1934, Carnot est intégrée au territoire de l'Oubangui-Chari, et un tremblement de terre secoue la région.
La mission protestante de Carnot est créée en 1935, et en 1937, les militaires français quittent la ville. L'année suivante est marquée par l'arrivée des Berbères et des M'Bororos, divers groupes ethniques apportant une richesse culturelle à la région. Vers 1940, Malem Pacco Ibrahim supervise la construction de la première mosquée centrale de Carnot. En 1944, il est nommé assesseur près du tribunal indigène de premier degré de Carnot, et la construction du pont sur la rivière Mambéré est achevée.
Le 16 octobre 1946, Carnot devient un district à part entière. L'année suivante, les prestations familiales sont supprimées et les premières élections ont lieu. Le 16 septembre 1948, Malem Pacco Ibrahim reçoit une appréciation de satisfaction de l'administrateur adjoint des colonies. En 1949, le premier cinéma de Carnot est construit. En 1952, Malem Pacco Ibrahim est décoré comme le plus précieux des auxiliaires de gendarmerie, et en 1957, il reçoit la Légion d'honneur. Le 15 mai 1957, il est également fait chevalier de la région d'honneur pour ses remarquables services.

### Après l'indépendance
En 1958, après la mort de Monsieur Ajax, Malem Pacco Ibrahim est nommé président du Mouvement d'Évolution Sociale de l'Afrique Noire (M.E.S.S.A.N) à Carnot. En 1960, un nouveau tracé de la route Carnot-Berbérati est réalisé. Le 23 juin 1961, Carnot devient une sous-préfecture de la République centrafricaine. En 1962, le premier hélicoptère arrive dans la ville, et en 1964, la coopérative ferme après la fuite de son directeur.
En 1965, un château d'eau est construit à Aoudou-Pacco dans le quartier Haoussa. L'année 1969 est marquée par l'arrestation et la mort du lieutenant-colonel Alexandre Banza. Le 10 juin 1970, Malem Pacco Ibrahim, chef de la communauté Haoussa, décède.
En 1978, la mosquée centrale de Carnot est rénovée par Aoudou-Pacco Yawa. Le 4 janvier 1980, la Société Minière Aoudou Pacco (S.M.A.P) est fondée à Carnot. En 1981, Aoudou-Pacco est nommé Maire de Carnot, et en 1983, une sécheresse frappe l'ensemble de la République centrafricaine. Le 28 mai 1988, Aoudou-Pacco est élu maire lors des premières élections municipales du pays. Le 24 novembre 1993, il cède son poste à Dombia, nommé par le président Ange-Félix Patassé. Enfin, le 13 décembre 2020, Carnot est désignée chef-lieu de la préfecture de la Mambéré.

## Administration
La sous-préfecture de Carnot était constituée des deux communes de Carnot et Senkpa-Mbaéré jusqu'en fin 2020. Lors de la réforme administrative intervenue le 13 décembre 2020, Senkpa-Mbaéré est érigé en sous-préfecture et ne relève plus de l'arrondissement de Carnot.

## Économie
La ville dispose d'un aérodrome : l'aéroport de Carnot.

## Éducation et santé
La commune compte sept écoles publiques dont quatre à Carnot : Sous-préfectorale, Mambéré à Carnot Meyé, Charpente mixte, Gbagaza (Kpongo), et dans les villages de Djembe, Somica et Mbouli.
Le Lycée Faustin Marigot compte 12 salles de classe, pour 18 sections et 1 700 élèves de la 6e à la terminale en 2022.

## Société
La ville est le siège de la paroisse catholique Notre-Dame de la Mambéré de Carnot fondée en 1945, elle dépend du diocèse de Berbérati.
Depuis début 2014, il s'est constitué sur le site de l'église, une enclave majoritairement composée par des commerçants musulmans et leurs familles de plus de 500 personnes déplacées.

## Personnalités liées à la commune
- Alexandre Banza (1932-1969), militaire et homme politique originaire de Carnot.
- Abakar Sabone (né en 1966), homme politique et militaire né à Carnot.
- Aoudou-Pacco Yawa (1931-2005), commerçant de carrière, homme d'affaires spécialisé dans les pierres précieuses et l'or, chef de la communauté musulmane de Carnot, maire de la ville (1981-1993), homme politique centrafricain.
- Faustin Marigot, sous-préfet et maire de la ville.
- Yafou, premier maire de la ville
- Malam Pacco Ibrahim (1880-1970), imam, chef de quartier et chef suprême de la communauté haoussa.